# Rachel Grady

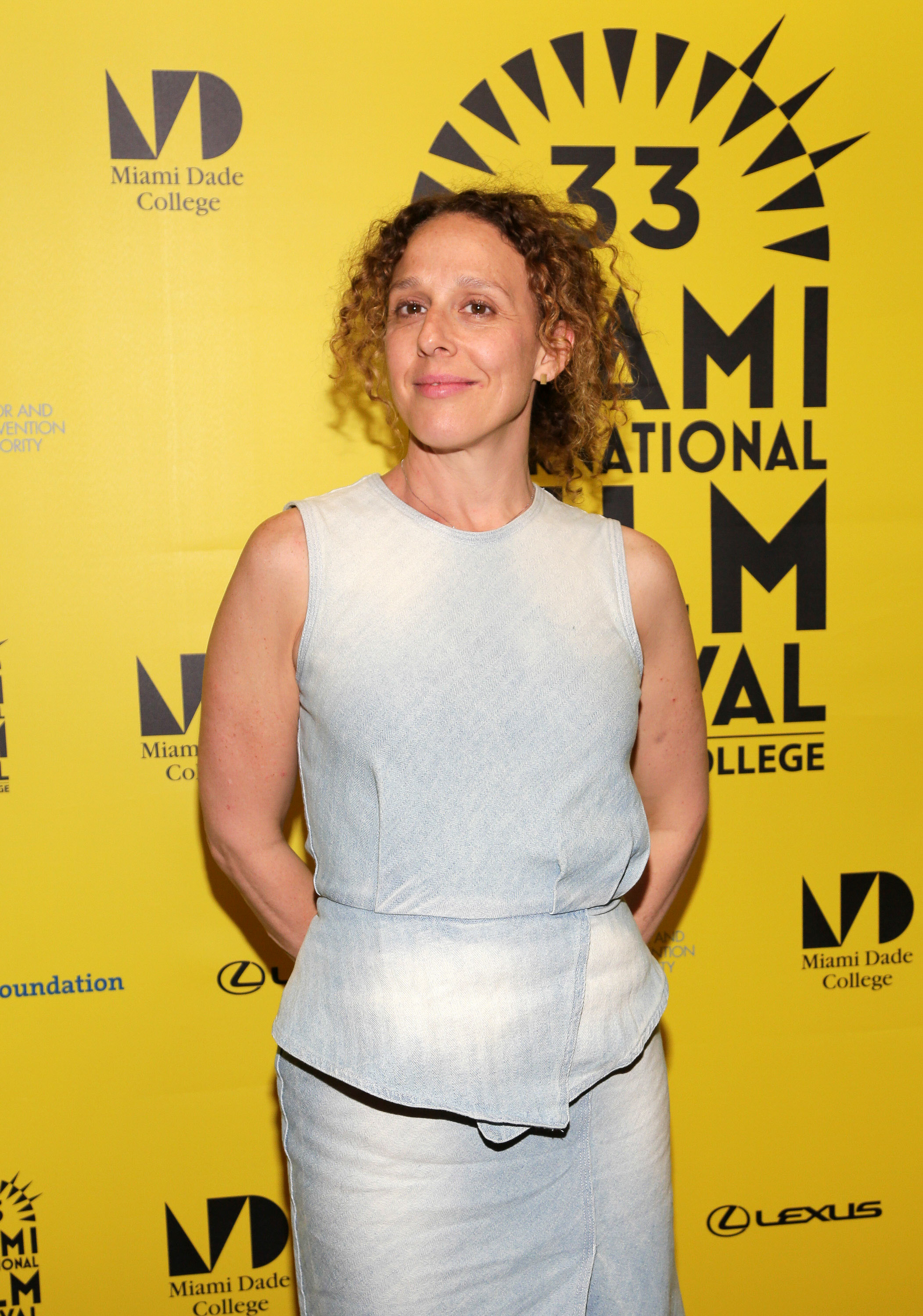
Rachel Grady auf dem Miami Filmfestival 2016.

Rachel Grady ist eine US-amerikanische Film- und Fernsehregisseurin sowie Filmproduzentin von Dokumentarfilmen.

## Leben
1997 tat sich Grady für ein Dokumentarprojekt über Scientology mit Heidi Ewing zusammen. Die beiden Frauen entschlossen sich, zusammen eine Filmproduktion zu betreiben. Sie gründeten Loki Films, benannt nach der Tochter einer Freundin. Sie produzierten zahlreiche Dokumentationen für das Fernsehen und für das Kino.
Bei der Oscarverleihung 2007 war Grady zusammen mit Ewing für ihre Arbeit an den Dokumentarfilm Jesus Camp für den Oscar für den besten Dokumentarfilm nominiert. 2007 wurden sie außerdem für den Emmy Award für die auf PBS ausgestrahlte Dokumentation The Boys of Baraka in der Kategorie Outstanding International Programming – Long Form nominiert. Grady und Ewing wurden 2010 für die Dokumentation 12th & Delaware mit dem Peabody Award geehrt. 2015 erfolgte eine erneute Emmy-Nominierung für Women Who Make America in der Kategorie Outstanding Historical Programming.

## Privatleben
Grady wurde 2010 durch künstliche Befruchtung mit einer anonymen Samenspende Mutter eines Sohnes.

## Filmographie
- 2004: Mad Justice (Regie)
- 2005: The Boys from Baraka (Regie)
- 2006: Jesus Camp (Regie)
- 2010: 12th & Delaware (Co-Regie)
- 2010: Freakonomics (Regie eines Segments)
- 2012: Detropia (Regie)
- 2012: Me at the Zoo (Produzentin)
- 2015: The Education of Mohammad Hussein (Kurzdokumentation, Co-Regie)
- 2015: The World Is as Big or As Small as You Make It (Kurzdokumentation, Co-Regie)
- 2015: A Dream Preferred (Kurzdokumentation, Regie)
- 2016: Norman Lear: Just Another Version of You (Regie)
- 2016: One of Us (Regie)